# Philander mondolfii
El filandro gris de Mondolfi (Philander mondolfii) es una especie de marsupial didelfimorfo de la familia Didelphidae propia de Colombia y Venezuela.